# Nabagram Colony
Nabagram Colony (en bengalí: নবগ্রাম কলোনী ) es una ciudad de la India ubicada en el distrito de Hugli, en el estado de Bengala Occidental. Según el censo de 2011, tiene una población de 18 358 habitantes.

## Geografía
Está ubicada a una altitud de 15 m s. n. m., a 36 km de la capital estatal, Calcuta, en la zona horaria UTC +5:30.